# Dietrich Hermann von Nagel
Dietrich Hermann von Nagel (* 1621; † 14. April 1685 auf Haus Vornholz)  war ein münsterscher Offizier im Dienst des Fürstbischofes Christoph Bernhard von Galen.

## Leben

### Herkunft und Familie
Dietrich Hermann wuchs als Sohn des Georg von Nagel zu Itlingen (1580–1661) und seiner Gemahlin Appolonia von Wendt zu Crassenstein zusammen mit seinem Bruder Ferdinand († 1687) in der uradeligen westfälischen Adelsfamilie von Nagel auf.
Er heiratete am 13. Oktober 1652 Margaretha Magdalena von Schilder zu Himminghausen (gest. 23. Juli 1675). Die Kinder Appolonia Margaretha Magdalene (Stiftsdame in Geseke), Christoph Bernhard und Georg Levin sind aus dieser Ehe hervorgegangen. Aus der am 31. Januar 1677 mit Maria Klara von Billerbeck zu Egelborg (* 2. Mai 1644 in Egelborg; † 2. August 1701 in Stromberg) geschlossenen Ehe stammen die Kinder Franz Adolf, Ferdinand Matthias, Ferdinand Ignaz und Maria Elisabeth (* 1681, ⚭ Johann Bertraud von Etzbach).

### Wirken
1650 war er Obristlieutenant im Regiment von Donop; 15. Januar 1655 adjungierter Amtsdroste des Amts Stromberg. Im Jahre 1656 erwarb Dietrich Hermann von Nagel den Besitz Haus Vornholz. 23. Juni 1658 bzw. 1661 Obrist über ein Regiment zu Pferde und 1661 Geheimer Kriegsrat, 1661 Generalwachtmeister. Nach dem Tod des Vaters wird er 28. Oktober 1661 bzw. 29. Oktober 1679 bzw. 1685 Amtsdroste in Stromberg. 1666 lässt er die Keuschenburg bei Ennigerloh bauen. Am 27. Juni 1673 wird er Oberkommandierender aller münsterschen Truppen und erwirbt sich den Namen des „tollen Generals“. 1675 zerstört er auf Befehl des Fürstbischofes Christoph Bernhard von Galen die Nienburg und verhaftet dessen Besitzer. 1697 erwirbt seine Familie den Landbesitz von Nienburg und Haus Keuschenburg.